# District de Gorongosa
Le district de Gorongosa est une subdivision administrative de la province de Sofala, au centre du Mozambique. En 2007, sa population était de 116 912 habitants.

## Source de la traduction
- (en) Cet article est partiellement ou en totalité issu de l’article de Wikipédia en anglais intitulé « Gorongosa District » (voir la liste des auteurs).